# 南朝鲜劳动党
南朝鮮勞動黨（：／ Namjoseon-rodongdang ?），簡稱南勞黨（／ Namrodang），是朝鮮半島歷史上的一個共產主義政黨。建國後，其併入朝鮮勞動黨，原南勞黨成員構成的派系稱為國內派（／ Gugnaepa）或南勞黨派（／ Namrodangpa）。

## 历史
1946年11月23日，朝鮮共產黨、南朝鮮新民黨和朝鮮人民黨（非呂運亨派）合併為南朝鮮勞動黨，呂運亨當選為第一任委員長，朴憲永當選為副委員長。由於朴憲永批評呂運亨的左右合作路線，呂運亨不久後便脫黨。
二戰後，在美國支持下，李承晚在朝鮮半島南部建立大韓民國，并開始清除國內的共產主義者。南勞黨在韓國國內引發了如麗水-順天事件等的一系列的叛亂。形勢的日漸嚴峻使南朝鮮勞動黨在南方活動日益窘迫，主要領導人最終出走北方。1949年6月30日，南朝鮮勞動黨與北朝鮮勞動黨合併為朝鮮勞動黨，由金日成任委員長。
停戰後，原南勞黨成員成為金日成的肅清對象。1953年，朴憲永、李承燁等主要13名成員以“美國的間諜、陰謀顛覆政府”等罪名陸續被逮捕，除朴憲永以外的其他12名皆被起訴。在同年的審判中，李承燁等10名黨員被判處死刑，而尹淳達和李源朝分別判處15年和12年徒刑。1955年，朴憲永被判處死刑。以此次事件為契機，金日成對南勞派進行大規模肅清，1956年4月份的全黨大會上許多南勞派人物都被解職，其中白南雲、朴文奎、洪命熹、許成澤被免刑，朴甲東被監禁後獲釋；朴甲東稱，這是受當年2月批評史達林個人崇拜的影響。

## 相关影视作品
- 《稗牙谷》
- 《南部軍》
- 《太白山脈》

### 引用
1. 1 2   朴明林.  . 羅南出版社（나남출판사）. : 第268–269頁.

### 來源
書籍